# Лакоссад, Огюст
Огю́ст Лакосса́д (фр. Auguste Lacaussade; 8 февраля 1815, Сен-Дени (Реюньон) — 31 июля 1897, Париж) — французский прозаик, поэт.
Родился в городе Сен-Дени, на острове Бурбон (ныне — Реюньон). Был квартероном — от матери, метиски-креолки Фанни-Люсиль Дежарден, он имел в жилах четверть туземной крови. Его отец, Пьер-Огюстен Казенав де Лакоссад, был богатым бордосским адвокатом. Статус квартерона и незаконнорождённого ущемлял человеческое достоинство и имел для Огюста серьёзные последствия. Из-за его низкого социального статуса учёба в Париже была ему недоступна, и он учился в Нанте, где записался на медицинский факультет, не чувствуя призвания к должности нотариуса, на которую его прочили.

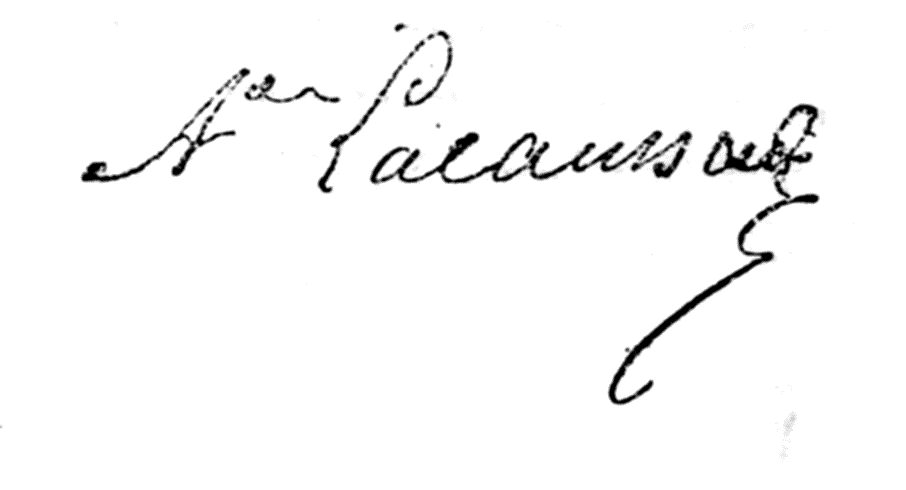
Подпись Огюста Лакоссада

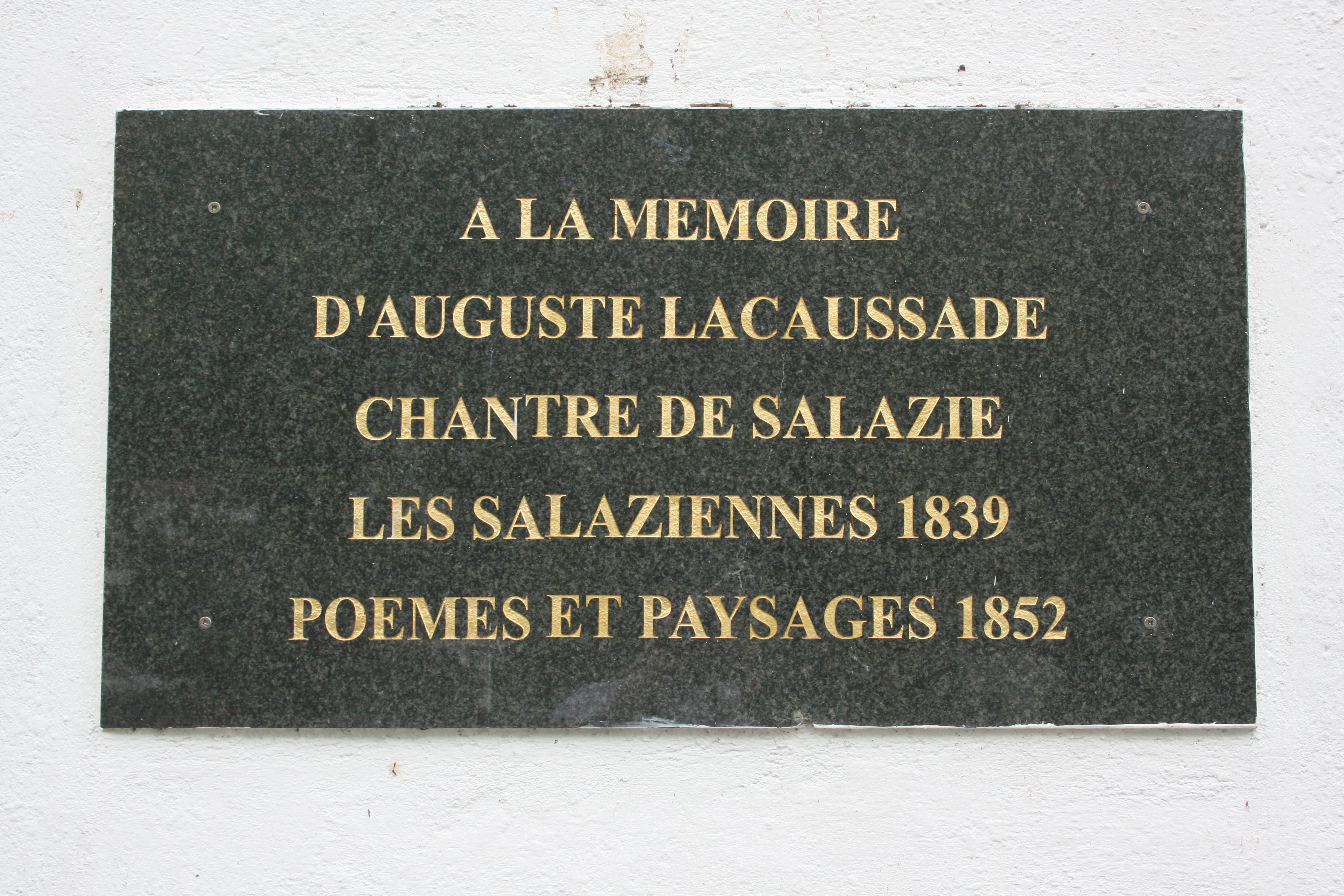
Мемориальная доска в Реюньоне

Некоторое время он исполнял должность литературного секретаря Шарля Сент-Бёва. Жил в метрополии с 1839 года. Принадлежал к литературному течению «парнасцев». Занимался переводами с английского языка и других языков. Известен как переводчик Оссиана. Выпустил несколько сборников собственных стихов: «Поэмы и пейзажи», «Обломки кораблекрушения», «Стихотворения» и другие. Во время Второй Империи был главным редактором «Правительственной газеты».
Умер и похоронен в Париже на кладбище Монпарнас. В 2006 году прах его был перенесён на его родной остров Реюньон.

## Сборники стихотворений и переводов
- Les Salaziennes, 1839 (посвящено Виктору Гюго)
- Poèmes et paysages (Поэмы и пейзажи), 1852
- Les Épaves, 1861
- Insania, 1862
- Cri de guerre; Væ Victoribus, 1871
- Le siège de Paris, 1871
- Poésies, 1876
- Les poésies de Léopardi, adaptées en vers fr. 1888